# سترییینو
سترییینو (به صربی: Sterijino) یک منطقهٔ مسکونی در صربستان است که در ناحیه بانات شمالی واقع شده‌است. سترییینو ۲۳۴ نفر جمعیت دارد و ۹۱ متر بالاتر از سطح دریا واقع شده‌است.